# 藤崎竜
藤崎 竜（ふじさき りゅう、1971年3月10日 - ）は、日本の漫画家、イラストレーター。男性。身長173cm。血液型はA型。初期の頃のペンネームは漢字表記は同じだが、読みが「ふじざき りゅう」だった。愛称は「フジリュー」と「プティタキテュー」。
青森県むつ市（旧下北郡川内町）出身。工学系専門学校卒。

## 来歴
小学校3 - 4年生の頃に、車田正美の『リングにかけろ』をきっかけに漫画を読むようになり、気がついたら絵を描かけるようになっていた。
幼い頃からパソコンに親しむ。10代の頃はコンピュータのシステムエンジニアを志望し専門学校に通っていた。
高校在学中の16歳頃にオリジナル漫画を初めて製作し、雑誌の漫画賞に応募して最終選考に残る。
1990年、自分が漫画界に通用するかを試すための「実験」として製作した『ハメルンの笛吹き』を『週刊少年ジャンプ』に投稿したところ、第39回手塚賞の佳作を受賞し、それをきっかけに漫画家を目指すようになる。同年、再び『週刊少年ジャンプ』に応募した『WORLDS』が第40回手塚賞に準入選し、『ジャンプ』増刊号に掲載されデビューした。デビュー後、3本の読切漫画が『週刊少年ジャンプ』本誌および増刊に掲載される。
1992年、3年制の専門学校を卒業して上京。在学中は就職活動をしており、採用通知も来ていたものの漫画家になるために断った。読切漫画をまとめた初の単行本、短編集『WORLDS』を出版する。同年末には『週刊少年ジャンプ』で『PSYCHO+』を初連載するが、短期間で打ち切り終了。その後、3年間は読切漫画を増刊に3本発表するにとどまる。
1996年に『週刊少年ジャンプ』で、連載開始した『封神演義』は人気作となり、1999年にはアニメ化された。2000年に完結。
2002年に『週刊少年ジャンプ』にて『サクラテツ対話篇』、2004年に『Wāqwāq』を連載するが、共に支持を得られず打ち切りとなる。その後の2005年は増刊『ジャンプ the REVOLUTION!』にて読切作品『天球儀』が掲載された。
2006年には初の画集『藤崎竜イラスト集1990-2006 PUTITAKITYU』を発売。同年、バンダイの食玩『共生魔神ぐりりんパンチャー』のメカ・キャラクターデザインを担当し、『Vジャンプ』11月号に販促用の読切漫画を掲載した。
2008年から月刊漫画誌『ジャンプスクエア』1月号にて小野不由美原作のホラー小説『屍鬼』を漫画化し、連載を開始。2010年にはアニメ化された。2011年に連載終了。並行して角川ビーンズ文庫のライトノベル『風水天戯』の挿絵も手がける。
2012年、ジャンプスクエアとその季刊誌に、自身が原作を担当した読切漫画を3本発表。同年末には、『ミラクルジャンプ』No.12に読切漫画『アメとサルタヒコ』を発表。
2013年、『週刊ヤングジャンプ』32号より、『アメとサルタヒコ』の設定をアレンジした『かくりよものがたり』の連載を開始。2014年に第一幕了（事実上の打ち切り）。
2015年、『週刊ヤングジャンプ』45号より、田中芳樹原作SFライトノベル『銀河英雄伝説』を漫画化し、連載を開始する。

## 人物
- 自画像は道化師をデフォルメしたような姿で、作品ごとに微妙にデザインを変えている。例外として、漫画家デビュー初期の単行本『WORLDS』のカバー折り返しには、眼鏡をかけたドラゴンが自画像として描かれている。
- 単行本のおまけページに、藤崎の思考を垣間見ることができる。週刊少年ジャンプ時代の単行本には、あとがき漫画「断崖絶壁今何処（だんがいぜっぺきいまいずこ）」と、『封神演義』以降の単行本には、余白部分に随筆風文章の「駄文（だぶん）」のコーナーを載せていた。週刊少年ジャンプを離れてからは、各作品をテーマにしたあとがき漫画を単行本に描き下ろしている。
- 好きな漫画家は萩原一至[1]。また、桂正和の大ファンでもあり、『PSYCHO+』のヒロインである水の森雪乃のあだ名「電脳少女（コンピュータ・ガール）」は、桂の漫画『電影少女』のオマージュである[注 2]。小学校高学年頃から安永航一郎のギャグ漫画を好むようになり、『封神演義』連載当時も読み続けていることを公言していた[2]。
- 文学や哲学の著書や学術書など、多くの書物を読んでいる。その一方で、小学生の時に『リングにかけろ』を読むまでは、漫画に限らず本は読んだことがなかったとも述べている[2]。
- 古代ローマが好きで、作中の固有名詞に利用したものがある。また『封神演義』の連載が決まる前は、ローマ時代の軍事物のオリジナル漫画による新連載を構想していた[2]。
- 教育テレビを観るのが趣味。『Wāqwāq』などでは影響されたと思われるマスコットキャラクターが多く見られる。
- かなりの偏食家で、野菜と果物を好む。嫌いな食物は魚、肉、キノコ。肉は基本的に受け付けないが、周期的に食べたくなるらしく、ベーコン、ウィンナー、ハンバーグなど、原型が判らないものなら食べられる。特におろしハンバーグが好き。キノコも「これはきのこの山だ」と念じれば食べられる。牛乳が好きだとも語っており、牛乳を題材にした漫画も書いている。
- 大のゲーム好き。最近ではモンスターハンターシリーズを気に入っている。好きなスポーツはスノーボードで、『封神演義』連載中でも休日を利用して遊びに行くほど[2]。『PSYCHO+』を連載していた頃はパチンコにハマっていた。
- 『封神演義』連載中期にはシルバーアクセサリーに傾倒[2]。登場人物の衣装・小物に現代のデザインを応用したものが随所に登場している。
- 喫煙者。20歳の誕生日から吸い始める。タバコを吸う理由として「タバコを吸わないと脳細胞が増えすぎて、物事を深く考え過ぎてしまう」とのこと。吸わなかった時期に、重いテーマを詰め込みすぎて、読み切り漫画のネームに4ヶ月も悩んだ。世間的に禁煙の気運が高まる中、橋本龍太郎（『封神演義』連載時は総理大臣）の「私はタバコをやめない」という発言に拍手をしたらしい。
- 同期デビューで同い年の叶恭弘、道元宗紀と仲が良い。『PSYCHO+』2巻のあとがきには一時的にアシスタントをしてもらった道元と叶へのお礼が記されている。
- 嶋智之は、『ハメルンの笛吹き』が手塚賞佳作を受賞して以降[2]、『週刊少年ジャンプ』時代の担当編集者であり、ジャンプスクエアへ移って連載した『屍鬼』まで担当した。単行本のあとがき漫画には「シマ氏」としてデフォルメした姿で登場させていた。
  - また、『封神演義』単行本の「断崖絶壁今何処」には、連載当時の週刊少年ジャンプ編集長だった鳥嶋和彦も、デフォルメした姿で登場させている。
- 『封神演義』連載中に、自身のセルフパロディキャラである「新藤崎竜」を登場させている。その容姿は藤崎と全く似ていない。あとがき漫画「断崖絶壁今何」に登場し、藤崎本人と対決した挙句に敗北し、墓に葬られている。『封神演義』の劇中漫画「国立アンニュイ学園」と、『サクラテツ対話篇』の劇中漫画「荒野の砂漠 水一滴も無し」は、新藤崎竜が執筆したことになっている。
- 『Wāqwāq』に登場するプラ（プラテリーナ8世）は、「無限会社藤崎重工」で製造され、設計・製造責任者は藤崎本人と設定されている。また、藤崎重工の住所・電話番号は集英社と同じである[5]。
- 2009年、自身のファンだという、漫画家の新條まゆの誕生日に、サイン色紙をプレゼントしている[6]。
- 兄がいる[7]。
- 幼少時から引っ越しが多く、幼少時の記憶が全くないことを明かしており、担当編集の嶋から「あまりいいことがなかったんだね」と突っ込まれ、笑いながら同意している[2]。
  - かつて東京都町田市の玉川学園に住んでいたことがある旨を、『封神演義』単行本第6部の表紙裏で明かしている。

### 仕事に関して
- 「自分の漫画を解説したりするのは漫画家のすることじゃない」というポリシーを持っている[7]。そのため、自身の作品について、第三者からのインタビューを受ける以外では、自ら解説することがあまりない[注 3]。
- 「人前に生身でさらすのは最も苦手[8]」という理由で、インタビューなども含めて基本的に顔出しはしない[注 4]。
- カラー原稿については、「漫画が上手な人はカラーも上手」という考えを持っており、「比較的丁寧に一生懸命塗っているつもり」と語る。イラスト集が出るという話が来た時には、自分のカラー原稿にその価値はあるのか疑問を思い戸惑ったが、開き直って出すことに決めた[9]。
- キャラクターデザインは、ストーリーがあって、キャラの性格を決めてから描いている。デザインはコンセプトがわかりやすく読者に伝わりやすいように、9割素直に性格と一致するように作っている[10]。また、シンプルでインパクトのあるシルエットとキャラにあったモチーフも押さえている[11]。
  - 脇役および主要キャラクターにあたる動物はマスコットキャラクターもしくはぬいぐるみのように描かれるのがほとんどである。
  - 大抵のキャラクターの血縁関係者はある意味個性的で、キャラクターに似ていない（むしろ似せていない）かつ特徴的に描かれている。
- 細かい絵柄と鮮やかなカラー絵が特徴。作家生活を通じて絵柄は大きく変わっているが、ほとんどの時代に共通するものは、背景やメカニックに対する細かい描き込み、スクリーントーンとCGを多用した、まるでアニメのセル画のように見える絵柄が特徴となっている。
- 戦闘シーンの描写は、当の藤崎曰く「うまく描くのが苦手」であるため、ほとんど動きのある描写は描かず、静止画のような止めのカットが多く、それを激しいエフェクト描写で補っている。
- 初期の頃（『ハメルンの笛吹き』から『伝染源』まで）の絵柄は、独特の雲の描き方、髪の毛を1本1本描く、水彩画のような塗り方など、少年漫画や少女漫画とも思えない不思議な雰囲気から、「作者は女性」と思われることが多かった。
- 1993年の読み切り『DIGITALIAN』で少年漫画らしい絵柄に変化し、話もコミカルな感じになったが、1995年発表の読み切り『DRAMATIC IRONY』では、単純な勧善懲悪ではない「悪と正義」をテーマにしたダークな話になり、スクリーントーンを多用し、絵柄も重苦しい感じだった。
- 1996年に連載が開始された『封神演義』では、これまでの前作とは打って変わって娯楽要素を取り入れるようになり、話のノリや絵柄がかなり少年漫画らしくなった。オマージュ的表現を頻繁に使っており、ゲームや他の漫画のパロディを交えたギャグも豊富である。初期の頃の彩色は、プリンターのインクが切れたため、コピックを使用していた。連載が進むにつれて、線が細くなるなど絵柄が変化し、藤崎独特の世界観が濃くなったため、話が難しくなっていった。連載半ばには彩色もパソコンによるCGに切り替わった。
- 『屍鬼』のコミカライズでは、主要登場人物等は漫画的にデフォルメした絵で描き、その他の村人やモブ背景の人々については写実的に描くなど、絵柄の幅は広くなった。また、背景や乗り物に小物など、人物以外の描写には、自身が取材で撮影した写真を加工したうえで使用している。
- 2017年に行われたインタビューでは、座右の銘として「ストレスフリー」と「余計なことは言わない」を掲げている。『銀河英雄伝説』ではデジタルネームを導入し、Surface bookによるフルデジタル作業へと移行。9名いるアシスタントは在宅勤務しており、Skypeで通信しながら作業を行う[12]。

## 作品リスト

### 漫画作品
- 2020年2月現在。
- デフォルトでの表記は発表順。雑誌未掲載作品については執筆年で代用している。他列でのソート後に再度発表順でソートするには、最左列を利用する。
- 「種」欄は連載か読切かで2種に大別。
- 「収」欄は収録単行本またはイラスト集を「略号x-y」の形で示す。略号対応については#漫画単行本を参照。
  - 「x」は初収録単行本での収録巻を示す。再出版で収録巻の異なる場合は脚注で補足。
  - 「y」は各単行本内での収録順を示す。
  - 「未」は単行本未収録を示す。

|  | 連載作品 |  | 読切作品 |

|    | 作品名                           | 種   | 発行   | 掲載誌                                                                   | 収        | 注記 |
| -- | -------------------------------- | ---- | ------ | ------------------------------------------------------------------------ | --------- | --- |
| 1  | ハメルンの笛吹き                 | 読切 | —      | 雑誌未掲載（1990年執筆）                                                 | 短1-1 作3 | ハーメルンの笛吹き男をモチーフにした ダーク・ファンタジー漫画。第39回手塚賞佳作。                                  |
| 2  | WORLDS                           | 読切 | 集英社 | WJ増刊 1991年ウィンタースペシャル （1990年執筆）                         | 短1-2 Wb3 | パラレルワールドを題材にしたダーク・ファンタジー漫画。 第40回手塚賞準入選作。雑誌掲載デビュー作品。                |
| 3  | TIGHT ROPE                       | 読切 | 集英社 | WJ増刊 1991年スプリングスペシャル                                        | 短1-3 作3 | 人間を管理するために人間によって造られた 管理者（エイディー）を描くSF漫画。                                        |
| 4  | SHADOW DISEASE                   | 読切 | 集英社 | 週刊少年ジャンプ 1991年45号                                              | 短1-4 作3 | 自分の影に肉体を乗っ取られた少年を描いた ダーク・ファンタジー漫画。 元々は季刊誌掲載用に描かれた作品。             |
| 5  | SOUL of KNIGHT                   | 読切 | 集英社 | WJ増刊 1992年スプリングスペシャル                                        | 短1-5 作3 | お転婆な王女と記憶喪失の騎士を描いたファンタジー漫画。                                                             |
| 6  | PSYCHO+                          | 連載 | 集英社 | 週刊少年ジャンプ 1992年51号 - 1993年11号                                 | S 作1     | 緑色の髪と眼を持つ少年を主人公にした超能力漫画。 全11話。初の連載作品。                                            |
| 7  | 伝染源                           | 読切 | 集英社 | WJ増刊 1993年サマースペシャル                                            | S2-5 Wb3  | 未来から現代へ逃亡した超能力者「伝染源」と その祖先との戦いを描いたSF漫画。                                        |
| 8  | DIGITALIAN                       | 読切 | 集英社 | WJ増刊 1993年オータムスペシャル                                          | S2-6 作1  | RPG風のファンタジー漫画。                                                                                          |
| 9  | DRAMATIC IRONY                   | 読切 | 集英社 | WJ増刊 1995年スプリングスペシャル                                        | 短2-1 作3 | 架空の漫画の世界で繰り広げられる、 正義と悪を描いたダーク・ファンタジー漫画。                                      |
| 10 | 封神演義                         | 連載 | 集英社 | 週刊少年ジャンプ 1996年28号 - 2000年47号                                 | ほ        | 原作：安能務訳『封神演義』。 中国の古典文学作品を基にした漫画。全204話。 アニメ化・ゲーム化もされた。              |
| 11 | ユガミズム                       | 読切 | 集英社 | 週刊少年ジャンプ 1997年25号                                              | 短2-2 作3 | ジャンプリーダーズカップ用作品。コメディ漫画。                                                                     |
| 12 | milk junkie                      | 読切 | 集英社 | eジャンプ 2000年1月18日増刊号                                            | 短2-3 作3 | 背が伸びる牛乳を飲んで巨人化していく少年を描いた ブラックコメディ漫画。                                            |
| 13 | 異説 封神演義                    | 読切 | 集英社 | 週刊少年ジャンプ 2001年5・6合併号                                        | 短2-4 作3 | 『封神演義』のセルフパロディ漫画。 ゲーム「仙界伝弐」のプロモーションも兼ねている。                                |
| 14 | サクラテツ対話篇                 | 連載 | 集英社 | 週刊少年ジャンプ 2002年1号 - 21号                                        | さ 作2    | 古代の哲学者をモチーフにしたブラックコメディ漫画。 全19話。                                                        |
| 15 | Wāqwāq                           | 連載 | 集英社 | 週刊少年ジャンプ 2004年40号 - 2005年23号                                 | W         | SF漫画。全33話。                                                                                                   |
| 16 | 天球儀                           | 読切 | 集英社 | WJ増刊 ジャンプ the REVOLUTION!2005                                      | 作3       | ブラックコメディ漫画。                                                                                             |
| 17 | 共生魔神ぐりりんパンチャー       | 読切 | 集英社 | Vジャンプ 2006年11月号                                                   | Wb3       | 同名の食玩の販促漫画。                                                                                             |
| 18 | 屍鬼                             | 連載 | 集英社 | ジャンプスクエア 2008年1月号 - 2011年7月号                               | し        | 原作：小野不由美。同名のホラー小説のコミカライズ。 初の月刊誌連載。アニメ化もされた。                              |
| 19 | フラワーズ フロム アルジャーノン | 読切 | 集英社 | ジャンプSQ.19 2012年Vol.2                                                | 未        | 原作を担当。作画：笠井稔。                                                                                         |
| 20 | GHOST SOCCER                     | 読切 | 集英社 | ジャンプスクエア 2012年8月号                                             | 未        | 原作を担当。作画：松永ケサカツ。                                                                                   |
| 21 | 可能性世界を駆ける少女           | 読切 | 集英社 | ジャンプSQ.19 2012年Vol.3                                                | 未        | 原作を担当。作画：荻野純。                                                                                         |
| 22 | アメとサルタヒコ                 | 読切 | 集英社 | ミラクルジャンプ 2012年No.12                                             | 未        | 過酷な運命を持つ少女と、彼女の幼馴染である青年の物語。 初の青年誌漫画。 『かくりよものがたり』のプロトタイプ作品。 |
| 23 | かくりよものがたり               | 連載 | 集英社 | 週刊ヤングジャンプ 2013年32号 - 2015年4・5合併号                         | か        | 『アメとサルタヒコ』の連載版。最終回は「第一幕了」表記。                                                           |
| 24 | 銀河英雄伝説                     | 連載 | 集英社 | 週刊ヤングジャンプ 2015年45号 - 2020年8号 ウルトラジャンプ 2020年3月号 - | ぎ        | 原作：田中芳樹。同名のSF小説のコミカライズ。                                                                       |

### 書籍

#### 漫画単行本
書誌情報の詳細などについてはリンク先の各記事を参照。
- 2025年8月現在。
- 書名が同じ物は【 】内の注記で区分をつけている。
- デフォルトでの表記は作品毎にまとめて初巻の発行順とし、短編集については最後に記載した。他列でのソート後にデフォルトの順へと戻すには、最左列を利用する。
- 「略」欄は上記#漫画作品の収録欄で用いている略号を示す。

|  | 連載作品 |  | 再出版 |  | 短編集 |

|    | 書名                           | 発行   | レーベル                                 | 判   | 発行年          | 巻 | 注記 | 略  |
| -- | ------------------------------ | ------ | ---------------------------------------- | ---- | --------------- | -- | --- | --- |
| 1  | PSYCHO+                        | 集英社 | ジャンプ・コミックス                     | 新書 | 1993年          | 2  | 2巻に読み切り漫画『伝染源』・『DIGITALIAN』収録。 | S   |
| 2  | 藤崎竜作品集1 PSYCHO+          | 集英社 | 集英社文庫コミック版                     | 文庫 | 2008年          | 1  | 文庫での再出版。読み切り漫画『DIGITALIAN』収録。 | 作1 |
| 3  | 封神演義【JC版】               | 集英社 | ジャンプ・コミックス                     | 新書 | 1996年 - 2001年 | 23 | | ほ  |
| 4  | 封神演義【完全版】             | 集英社 | ジャンプ・コミックス                     | A5   | 2005年 - 2006年 | 18 | ワイド版での再出版。掲載当時のカラー原稿を再現。 18巻はぬいぐるみが付属する初回限定特装版も同時発売。                                                                                            | ほ  |
| 5  | サクラテツ対話篇               | 集英社 | ジャンプ・コミックス                     | 新書 | 2002年          | 2  | | さ  |
| 6  | 藤崎竜作品集2 サクラテツ対話篇 | 集英社 | 集英社文庫コミック版                     | 文庫 | 2008年          | 1  | 文庫での再出版。 | 作2 |
| 7  | Wāqwāq【JC版】                 | 集英社 | ジャンプ・コミックス                     | 新書 | 2005年          | 4  | | Wa  |
| 8  | Wāqwāq【文庫版】               | 集英社 | 集英社文庫コミック版                     | 文庫 | 2008年 - 2009年 | 3  | 文庫での再出版。 3巻に読み切り漫画『WORLDS』,『伝染源』, 『共生魔神ぐりりんパンチャー』収録。 | Wb  |
| 9  | 屍鬼                           | 集英社 | ジャンプ・コミックス                     | 新書 | 2008年 - 2011年 | 11 | | し  |
| 10 | かくりよものがたり             | 集英社 | ジャンプ・コミックス (JC ヤングジャンプ) | 新書 | 2013年 - 2015年 | 8  | | か  |
| 11 | WORLDS                         | 集英社 | ジャンプ・コミックス                     | 新書 | 1992年          | 1  | 短編集。初の単行本。 | 短1 |
| 12 | DRAMATIC IRONY                 | 集英社 | ジャンプ・コミックス                     | 新書 | 2001年          | 1  | 短編集。 | 短2 |
| 13 | 藤崎竜作品集3 天球儀           | 集英社 | 集英社文庫コミック版                     | 文庫 | 2008年          | 1  | 出版当時までの読み切り作品を集めて文庫での再出版。 『天球儀』,『異説 封神演義』,『milk junkie』, 『ユガミズム』,『DRAMATIC IRONY』,『SOUL of KNIGHT』, 『TIGHT ROPE』,『ハメルンの笛吹き』収録。 | 作3 |
| 14 | 銀河英雄伝説                   | 集英社 | ヤングジャンプ・コミックス               | B6   | 2016年 -        | 33 | | ぎ  |

#### 作品ガイドブック
- 封神演義公式ファンブック『封神大全』（1999年/ISBN 4-08-782760-7）
- 屍鬼 ビジュアルワークス（2010年7月2日/ISBN 978-4-08-782294-6） - ジャンプ掲載時のカラー原稿、藤崎に対するインタビューやアニメスタッフ・キャストとの対談、キャラクターの初期設定資料等を収録。

#### 画集
- 藤崎竜イラスト集1990-2006 PUTITAKITYU（2006年6月21日発売/ISBN 4-08-874091-2）

### その他
- ほったゆみ『はじマン チャレンジ!はじめてのマンガ』- 第3話に課題作品『くまくんときつねくん』のコマ割りを寄稿。同作単行本1巻に収録されている他、公式Webサイトで公開されている。

#### キャラクターデザイン
- 共生魔神ぐりりんパンチャー
- PSP専用ソフト『ファンタシースターポータブル2』（セガ） - 週刊少年ジャンプ・ジャンプSQ.とのコラボレーション企画として、コスチュームと武器をデザイン。

#### 挿絵
- 眠り姫は魔法を使う（霧咲遼樹/1995年/集英社ジャンプ ジェイ ブックス/ISBN 4-08-703038-5）
- RIPPER GAME（霧咲遼樹/1996年/集英社ジャンプ ジェイ ブックス/ISBN 4-08-703047-4）
- D室の子猫の冒険（霧咲遼樹/1998年/集英社ジャンプ ジェイ ブックス/ISBN 4-08-703065-2）
- 風水天戯（望月もらん/2010年 - 2012年/角川ビーンズ文庫/全6巻）

#### 表紙絵
- 夢十夜・草枕（夏目漱石/2011年度版/集英社文庫/ISBN 4-08-752033-1）
- 夏と花火と私の死体（乙一/2012年度版/集英社文庫/ISBN 4-08-747198-5）
- 集英社版 学習まんが 日本の歴史11巻 ゆらぐ江戸幕府 江戸時代Ⅲ（2016年度版/集英社/ISBN 4-08-239111-8）
- 封神演義 導なき道へ（吉上亮/2018年/集英社ジャンプ ジェイ ブックス/ISBN 978-4-08-703454-7）